# مكسيم بابيتشيف
مكسيم بابيتشيف (بالروسية: Бабичев, Максим Николаевич) مواليد 7 مارس 1986 في مينسك، هو لاعب كرة يد بيلاروسي يلعب كمحور. يلعب حاليا مع نادي ميشكوف برست لكرة اليد ويحمل الرقم 6. مثل منتخب بيلاروسيا لكرة اليد.

## سجل المنافسة
شارك في البطولات التالية:
- بطولة العالم لكرة اليد للرجال 2015
- بطولة أوروبا لكرة اليد للرجال 2014
- بطولة أوروبا لكرة اليد للرجال 2016

## روابط خارجية
- مكسيم بابيتشيف على موقع الاتحاد الأوروبي لكرة اليد (الإنجليزية)